# Партія друзів ортодоксальної конституції (Японська імперія)
Сейюхонто (яп. 政友本党, досл. «Партія друзів ортодоксальної конституції») — японська політична партія що діяла в Японській імперії з 1924 по 1927 рік.

## Історія
Японська політична партія «Партія друзів ортодоксальної конституції» було засновано 29 січня 1924 року після розколу який відбувся в одній з найбільших японських політичних партій «Асоціація друзів конституційного правління» через те, що прем'єр-міністр Японської імперії пан Кійора Кейґо сформував уряд, який переважно складався з членів палати перів парламенту Японської імперії. З 278 членів парламенту з політичної партії «Асоціація друзів конституційного правління» 129 залишилися в партії, яка виступала проти Кійора Кейґо, а 149 залишили її, щоб сформувати нову політичну партію «Партію друзів ортодоксальної конституції», які були раді розділити політичну владу з членами палати перів. Опозиція його уряду призвела до того, що Кійора Кейґо оголосив дострокові вибори в травні 1924 року, на яких політична партія «Асоціація друзів конституційного правління» втратила голоси виборців і їх представництво в Японської імперії скоротилось до 103 місць. Хоча «Партія друзів ортодоксальної конституції» виграв 111 місць, інша політична партія «Kenseikai» стала найбільшою партією, в парламенті Японської імперії отримавши 151 місце; згодом було сформовано коаліційний уряд Като Такаакі разом з політичними партіями «Кенсейкаї» та з «Асоціація друзів конституційного правління» і «клубом Какушин».
Після того, як японський уряд на чолі якого стояв Като Такаакі впав у серпні 1925 року через вихід з парламентської коаліції політичної партії «Асоціація друзів конституційного правління», Като Такаакі сформував новий уряд із «Партії друзів ортодоксальної конституції». Це призвело до відходу від партії членів, які виступали проти її співпраці, які сформували «Dōkōkai», зменшивши «Партію друзів ортодоксальної конституції» до 87 місць. Партія приєдналася до японського уряду на чолі якого стояв Вакацукі Рейдзіро, коли він змінив Като Такаакі на посаді прем'єр-міністра Японської імперії в 1926 році, але коаліція розпалася через суперечку щодо посад в кабінеті міністрів.
У червні 1927 року партія об'єдналася з «Kenseikei», щоб сформувати нову японську політичну партію «Конституційно-демократична партія».

## Результати виборів
| Вибори   | Лідер              | голосів | %    | Сидіння   | Позиція | Статус |
| -------- | ------------------ | ------- | ---- | --------- | --- | ------ |
| 1924 рік | Токонамі Такедзіро | 730 077 | 24.8 | 111 / 464 | 2-й \| style="background:#ffdddd; color:black; vertical-align:middle; text-align:center; " class="table-no2" \|Opposition (1924—1925) |        |

## Рекомендована література
- 日本大百科全書(ニッポニカ) コトバンク. 2018年10月1日
- デジタル大辞泉 コトバンク. 2018年10月1日
- 百科事典マイペディア コトバンク. 2018年10月1日
- Haruhiro Fukui (1985) Політичні партії Азії та Тихоокеанського регіону, Greenwood Press, pp614–615